# 夏日哈河 (天峻)
夏日哈河，位于中华人民共和国青海省海西蒙古族藏族自治州天峻县东部的一条河流，峻河右岸支流。发源于大通山系的草芒东山南麓，源头海拔约4400米，蜿蜒向南流，过织合玛乡后约10千米转东南流，最后汇入峻河，汇口海拔3345米。河长95.6千米，流域面积1189平方千米，河道平均比降11.04‰，年均径流量约1.04亿立方米。流域居民以藏族为主，经济主要为畜牧业生产。